# Sigeheard dell'Essex
Sigeheard (fl. VII-VIII secolo) che regnò nell'Essex insieme al fratello Swaefred dal 694 al 709, dopo la morte del padre Sebbi.
Nel 705 entrarono in contrasto con re Ine del Wessex, dato che avevano dato asilo a dei suoi rivali per il trono, che furono poi espulsi dall'Essex dietro la promessa di Ine di non attaccare l'Essex. La parte finale del loro regno è poco nota e non si sa se essi abbiano regnato insieme fino al 709 o se Swaefred sia morto prima. Nel 709 Sigeheard regnò con il figlio Offa, ma poi abdicò per recarsi in pellegrinaggio a Roma con re Cenred di Mercia.